# Pedro da Silva
Pedro da Silva, född 24 oktober 1966, är en friidrottare från Brasilien. Han deltog vid olympiska sommarspelen 1992.